# Thomas Bredahl
Thomas Bredahl (født 2. november 1980) er en dansk guitarist der nok er mest kendt som lead guitarist i heavy metalbandet Volbeat, hvor han var medlem fra 2007-2011. Han har desuden været med i bandet Gob Squad siden dannelsen i 1996.
Bredahl bruger Gibson Les Paulguitar, en ESP Eclipseguitar and, fra 2011, en Fender Blacktop Telecaster. Han bruger også Mesa Boogie forstærkere.

## Karriere
Thomas var tidligere forsanger i bandet Gob Squad, der blev etableret i 1996. Han blev lead guitarist i Volbeat i begyndelsen af 2007, hvor han erstattede Franz "Hellboss" Gottschalk som guitarist. Han medvirkede på bandets tredje album, Guitar Gangsters & Cadillac Blood, der udkom den 1. september 2008. Albummet blev en succes i både Danmark, Sverige og Finland hvor det nåede hitlisterne og fik pæne anmeldelser
Bredahl medvirkede også på bandets fjerde album, Beyond Hell/Above Heaven, der udkom 10. september 2010. Dette album fik også gode anmeldelser, omend kritikerne var mindre begejstrede end for det forrige album. Under deres den amerikanske del af deres Beyond Hell/Above Heaven-turne havde Bredahl problemer med at få visum til USA som følge af "en hændelse om tyveri af en barstol for længe siden. Han var ikke ligefrem en ungdomskriminel eller noget, men for Homeland Security er det det samme." Bandet annoncerede derfor, at de første shows ville være uden Bredahl. Det lykkedes dog at få visum til sidst, hvorefter han rejste til Chicago for at spille med bandet. Til de shows, hvor Bredahl manglede, spillede bandets trommetekniker Casper rytmeguitar, og Poulsen skiftede til lead guitar.
Den 28. november 2011 annoncerede Volbeat via deres hjemmeside at Bredahl forlod bandet. Volbeat udtalte: "Volbeat har besluttet at skilles med Thomas Bredahl. At være i et band ligner på mange måder et ægteskab med op- og nedture. Nogle gange kan du finde ud af det, og nogle gange er du nødt til at gå hver til sit ... Vi vil gerne takke ham for det arbejde, han har lagt i for Volbeat, og vi ønsker ham alt det bedste i fremtiden." Forsangeren Michael Poulsen udtalte efterfølgende, at "bruddet med Thomas var en nødvendighed, og noget der skulle være sket meget tidligere."
Efter Volbeat dedikerede han atter sin tid til Gob Squad, hvor han er forsanger.

## Privatliv
Thomas gik på Herning Friskole i 10 år, hvorefter han tog på efterskole. Han har kone og to børn.

## Diskografi

### Med Gob Squad
- 2004: Call For Response
- 2005: Far Beyond Control
- 2008: Watch The Cripple Dance

### Med Volbeat
- 2008: Guitar Gangsters & Cadillac Blood
- 2010: Beyond Hell/Above Heaven